# 시루봉산성
시루봉산성은 충청북도 청주시 흥덕구 오송읍에 있다. 2015년 4월 17일 청주시의 향토유적 제18호로 지정되었다.

## 개요
청주지역 서쪽을 방어하기 위해 쌓여진 산성이다.